# Norio Wakamoto
Norio Wakamoto (若本 規夫?, Wakamoto Norio; Shimonoseki, 18 ottobre 1945) è un doppiatore giapponese. Fa parte della Sigma Seven ed è laureato presso l'università di Waseda.

## Carriera
Nelle produzioni hentai, compresi i simulatori di appuntamenti utilizza lo pseudonimo Hiruma Kyounosuke.
Per via del suo caratteristico timbro di voce, interpreta spesso ruoli da antagonista come Oskar von Reuenthal in Legend of the Galactic Heroes, Johnny nella serie Guilty Gear, Barbatos Goetia in Tales of Destiny 2, Charles zi Britannia in Code Geass, Black Shadow in F-Zero: GP Legend, Xemnas nella serie di Kingdom Hearts, Oda Nobunaga in Sengoku Basara, Cell in Dragon Ball Z e GT, Dracula nella serie Castlevania, M. Bison nella serie Street Fighter, Igniz e Omega Rugal nella serie The King of Fighters.

## Ruoli interpretati

### Serie televisive
- A Certain Magical Index II (Biagio Busoni)
- Acrobunch (Hiro Randō)
- Antique Bakery (Tadahiro Akutagawa)
- Atashin'chi (Ringuana)
- Aura Battler Dunbine (Narrator, Alan Brady)
- Ayakashi Ayashi (Torī Yōzō)
- Azumanga daiō (Chiyo-chichi)
- Baccano! (Gustave St. Germain)
- Basilisk: The Kouga Ninja Scrolls (Yagyū Munenori)
- Berserk (Gambino)
- Birdy the Mighty (Skeletsuo)
- Burn-Up Excess (Secretary)
- Canvas 2 ~Niji Iro no Sketch~ (Jirō Misaki)
- Chrono Crusade (Duke Defeaux)
- City Hunter 2 (Eric)
- Code Geass (Charles zi Britannia)
- Cowboy Bebop (Vicious)
- Cream Lemon, ep. 4 (Zack)
- Cromartie High School (Shinichi Mechazawa, Sushi Chef)
- Crying Freeman, ep. 3 (Shikebaro)
- Cyborg 009 (Scarl (Heisei edition))
- Detective Conan (Gorō Ōtaki, Michihiko Suwa, Satoshi Miyahara, Korehisa Kanie)
- D.Gray-man (Winters Sokaro)
- Daigunder (DragoBurst)
- Dancougar (Shapiro Keats)
- Dancouga Nova (Earth Will, Moon Will)
- Demonbane (Augustus)
- Desert Punk (Rain Spider)
- Digimon Frontier (IceDevimon)
- Digimon Xros Wars (Blastmon nell'episodio 12)
- Dog Days (Godwin Dorure)
- Dragon Ball Z (Cell)
- Dragon Ball GT (Cell)
- Dragon Ball Kai (Cell)
- Duel Masters (George Kamamoto)
- Guyslugger (Onoriki)
- Fairy Tail (Re degli Spiriti Stellari)
- F-Zero: GP Legend (Black Shadow e Deathborn)
- Future Boy Conan (Dōke)
- Ga-Rei Zero (Nabu Brothers)
- Ghost Sweeper Mikami (Piper)
- Gin Tama (Matsudaira)
- Guilty Gear -STRIVE-: Dual Rulers (Johnny)
- Gunparade Orchestra (Hard-boiled Penguin)
- Hayate the Combat Butler (Narratore)
- Heat Guy J (Serge Echigo)
- Heavy Metal L-Gaim (Rockley Ron)
- Infinite Ryvius (Conrad Visukesu)
- Inukami! (Sekidousai)
- Ken il guerriero (Shuren)
- Keroro (Shurara)
- Kiddy Grade (Chevalier)
- Kiddy Girl-and (Che)
- Koi Koi Seven (Head of the Academy)
- Love Get Chu (Ohara Heizou)
- Maison Ikkoku (Master of Chachamaru)
- Mamoru-kun ni Megami no Shukufuku wo! (Naoyuki Takasu)
- Master Keaton (Herman (Episodio 20))
- Miracle Girls (Mr. X)
- Mirai Nikki (Deus Ex Machina)
- Monkey Typhoon (Elephant Bishop)
- Mononoke  (Umizatou)
- Myself Yourself (Unknown Teacher, Electro-magnetic Shogun)
- Negima (generale Demon)
- Ninja Nonsense (Onsokumaru)
- Oh, mia dea! (Senbee)
- Otogi-Jushi Akazukin (Panpu King)
- PaRappa Rappa (King Kong Mushi)
- Planetes (Gigalt Gangalagash)
- Pluster World (Dairando)
- Princess Lover! (Isshin Arima)
- Ronin Warriors (Kaos)
- Sailor Moon (Yusuke Amade)
- Samurai Champloo (Bundai)
- Sazae-san (Anago, Hanazawa's father, prowler, others)
- s-CRY-ed (Narratore)
- Sengoku Basara (Oda Nobunaga)
- Shounen Onmyouji (Kyūki)
- Sora o Miageru Shōjo no Hitomi ni Utsuru Sekai (Gntarl)
- The Skull Man (Scarl (Heisei edition))
- Soul Link (Shigemichi Morimoto)
- Super Robot Wars Original Generation: Divine Wars (Maier V. Branstein)
- Tatakae!! Ramenman (Kinnikuken Banboro)
- Tekkaman Blade (Tekkaman Omega, Kengo Aiba)
- Tetsuwan Birdy: DECODE (Scherzo)
- Tomorrow's Joe 2 (Shogi Kanetatsu)
- Transformers: Animated (Megatron)
- Transformers: Cybertron (Flame Convoy)
- Tsuyokiss' (Tachibana Heizō)
- Ultimate Muscle (Bone Killer)
- Urusei Yatsura (Art teacher)
- Uta no Prince-sama (Shining Saotome)
- Virgin Punk (Tommy J)
- Weiss Kreuz (Reiji Takatori)
- Wolf's Rain (Fukurō)
- Yoshinaga-san Chi no Gargoyle (Gargoyle)
- Yu-Gi-Oh! GX (Titan)
- YuYu Hakusho (Gouki, Chu)
- Zatch Bell! (Fein, Victoream)
- Zettai karen children (Shkii Piroshkiski, General Director Sannomiya)
- Zoids Fuzors (Roger)

### OAV
- 801 T.T.S. Airbats (Mitsuru Konishi)
- Appleseed (Sebastian)
- Armor Hunter Mellowlink (Sergeant Gorufi)
- Dancougar - Super Beast Machine God: Blazing Epilogue (Shapiro Keats)
- One Piece: Taose! Kaizoku Gyanzac (Gyanzac)
- Detonator Orgun (Lang)
- Genocyber (Wakayama)
- Giant Robo (Taisou)
- Gunbuster (Ōta Kōichirō)
- Guyver (Oswald A. Lisker)
- Hellsing Ultimate (Alexander Anderson)
- Le bizzarre avventure di JoJo (Hol Horse)
- Koihime musō (Cho-sen)
- Legend of the Galactic Heroes (Oskar von Reuenthal)
- Madonna (Akira Fuwa)
- M.D.Geist (Geist) (1986 version)
- Mezzo Forte (Hirōka)
- Plastic Little  (Joshua L. Balboa)
- Quiz Magic Academy (Garuda)
- Record of Lodoss War (Woodchuck)
- RG Veda (Taishakuten)
- Slayers Great (Lord Granion)
- The Silent Service (Wataru)
- Taimanin Asagi (Edwyn Black)
- Chi ha bisogno di Tenchi? (Kagato)
- They Were Eleven (Knu)
- Uchū senkan Yamato 2199 (Herm Zoellik)
- Urotsukidoji (Sui Kakuju)
- Yagami-kun's Family Affairs (Yōji Yagami)
- Yawaraka Sangokushi Tsukisase!! Ryofuko-chan (the doll character, Koujun. Different version of OP Norio Wakamoto style)
- Ys (Darm)

### Film d'animazione
- Mobile Suit Gundam (Gene)
- The Prince of Darkness (Yamasaki)
- Mobile Suit Gundam F91 (Lieutenant Bardo)
- The Five Star Stories (Vord Bewlard)
- Bionicle: The Legend Reborn (Ackar)
- Metropolis (Pero)
- Dragon Ball Super - Super Hero (Cell Max)

### Videogiochi
- Battle Stadium D.O.N (Cell)
- Bayonetta (Padre Balder)
- Bayonetta 2 (Padre Balder)
- Blue Dragon (Nene)
- Brave Story: New Traveler (Sogreth)
- Bujingai: Swordmaster (Naguri Tensai)
- Capcom vs. SNK: Millennium Fight 2000 (M. Bison)
- Capcom vs. SNK 2 (M. Bison)
- Castlevania: Symphony of the Night (Dracula)
- Castlevania: Portrait of Ruin (Dracula)
- Castlevania: The Dracula X Chronicles (Dracula)
- Castlevania: Order of Ecclesia (Dracula)
- Castlevania: Harmony of Despair (Dracula)
- Castlevania: Grimoire of Souls (Dracula)
- Catherine (Boss)
- Catherine: Full Body (Boss)
- Chocobo GP (Odino)
- Code Geass: Lost Colors (Charles Zi Britannia)
- Crysis (Admiral Morrison,  Nanosuit Voice (In Promotion Video))
- Cyber Troopers Virtual-On Marz (DYMN/Daimon)
- Disgaea 2: Cursed Memories (Overlord Zenon)
- Dissidia Final Fantasy (Chaos)
- Dragalia Lost (Zodiark)
- Dragon Ball Z: Budokai serie (Cell)
- Dragon Ball Z: Budokai Tenkaichi serie (Cell)
- Dragon Ball FighterZ (Cell)
- Dragon Ball Z: Kakarot (Cell)
- Dragon Ball: Sparking! Zero (Cell)
- Dragon Quest Rivals (Nokturnus)
- Dragon Quest XI S: Echi di un'era perduta - Edizione Definitiva (Tynnar)
- Dragon Quest Treasures (vari mostri)
- Eien no Aselia: The Spirit of Eternity Sword (Eternity Sword 'Wisdom'/Takios the Black Blade)
- Facebook (Real life) (Nai Kelvin)
- Final Fantasy IV (Remake) (Rubicante)
- Final Fantasy XII (Al-Cid Margrace)
- Fist of the North Star: Ken's Rage (Narratore)
- Granblue Fantasy (Ippatsu, M. Bison)
- Grandia (Generale Baal)
- Guilty Gear X (Johnny)
- Guilty Gear XX (Johnny)
- Guilty Gear Isuka (Johnny)
- Guilty Gear: Dust Strikers (Johnny)
- Guilty Gear Judgment (Johnny)
- Guilty Gear Xrd -SIGN- (Johnny)
- Guilty Gear Xrd -REVELATOR- (Johnny)
- Guilty Gear -STRIVE- (Johnny)
- Infamous (Kessler)
- Jump Force (Cell)
- Kingdom Hearts II (Xemnas)
- Kingdom Hearts 358/2 Days (Xemnas)
- Kingdom Hearts 3D: Dream Drop Distance (Xemnas)
- Kingdom Hearts III (Xemnas)
- Kingdom Hearts: Melody of Memory (Xemnas)
- Kishin Houkou Demonbane (Augustus)
- Kishin Hishou Demonbane (Augustus, Priest, Nyarlathotep)
- Last Bronx (Tōru Kurosawa)
- Live A Live (Remake) (Ode Iou, Cuore Generoso)
- Luminous Arc (Andre)
- Makai Kingdom: Chronicles of the Sacred Tome (King Drake the Third)
- MediEvil (Lord Zarok)
- Mega Man X6 (High Max)
- Metal Gear Solid: Portable Ops (Gene)
- Mobile Suit Gundam Side Story (Philip Hughes)
- Muv-Luv (Paul Radhabinod)
- Muv-Luv Alternative (Paul Radhabinod)
- NeverDead (Alex)
- Ninja Gaiden 2 (Joe Hayabusa)
- Ninja Gaiden 3 (Joe Hayabusa)
- Odin Sphere (Hindel, Wraith/Halja)
- Onimusha 3 (Akechi Mitsuhide)
- Onimusha: Dawn of Dreams (Ishida Mitsunari)
- Phantasy Star Universe (Renvolt Magashi)
- Princess Maker 4 (Daikun)
- Project X Zone 2 (M. Bison, Face Nero, Cardinale Garigliano)
- Resonance of Fate (Cardinale Garigliano)
- Samurai Shodown Sen (Golba)
- Sengoku Basara (Oda Nobunaga)
- SD Gundam G Generation series (Doku Dāmu, Philip Hughs)
- Sharin no Kuni, Himawari no Shōjo (Houzuki)
- Skies of Arcadia (Gilder)
- Star Ocean: First Departure (Ashlay Bernbeldt)
- Stella Deus: The Gate of Eternity (Jade)
- Street Fighter IV (M. Bison)
- Street Fighter X Tekken (M. Bison)
- Street Fighter V (M. Bison)
- Soulcalibur IV (Yoshimitsu)
- Soulcalibur: Broken Destiny (Yoshimitsu)
- Soulcalibur V (Yoshimitsu)
- Soulcalibur VI (Yoshimitsu)
- Summon Night EX-Thesis: Yoake no Tsubasa (Fighfar)
- Super Adventure Rockman (Ra Moon, Narratore)
- Super Dragon Ball Z (Cell)
- Super Robot Wars series (Neue Regisseur, Stern Neue Regisseur, Maier V. Branstein, Alan Brady, Shapiro Keats, Ōta Kōichirō)
- Super Smash Bros. per Nintendo 3DS e Wii U (Face Nero)
- Super Smash Bros. Ultimate (Face Nero)
- SNK vs. Capcom: SVC Chaos (M. Bison)
- Tales of Destiny (Barbatos Goetia)
- Tales of Destiny 2 (Barbatos Goetia)
- Tales of Innocence (Gardle)
- Tales of the World: Narikiri Dungeon 3 (Barbatos Goetia)
- Tales of the World: Radiant Mythology 2 (Barbatos Goetia)
- Tales of Vesperia (Barbatos Goetia)
- Tales of VS. (Barbatos Goetia)
- Tenshi no Present - Marl Oukoku Monogatari (Fonfon, Guwanji)
- The Bouncer (Dauragon C. Mikado)
- The King of Fighters 2001 (Igniz)
- The King of Fighters 2002 (Omega Rugal)
- The King of Fighters Neowave (Omega Rugal)
- The King of Fighters 2002: Unlimited Match (Igniz)
- The King of Fighters: All Star (M. Bison)
- Time and Eternity (Sanders/Moebiusdrake)
- Transformers: The Game (Megatron)
- Transformers - La vendetta del caduto (Megatron)
- Tsuyokiss (Tachibana Heizō)
- Wild Arms Alter Code: F (Siegfried/Zeikfried)
- Wild Arms 4 (Gawn Brawdia)
- Xenoblade Chronicles (Mumkhar/Face Nero)
- Z.H.P. Unlosing Ranger VS Darkdeath Evilman (Narratore)
- Tom Clancy's Splinter Cell: Conviction (Victor Coste) [2]

### Tokusatsu
- Seijuu Sentai Gingaman (Narrator)
- Kamen Rider Kiva: King of the Castle in the Demon World (Rey Kivat/Arc Kivat)
- Ultraman Zero The Movie: Super Deciding Fight! The Belial Galactic Empire (Iaron)

### Produzioni Hentai
- Family Project: Kazoku Keikaku (Hiroshi Hirota)
- Maison Plaisir
- Suiheisenmade Nanmile? (Istruttore)
- Tamainin Asagi (Edwin Black)
- Princess Lover! (Isshin Arima)